# Cornelis Johannes van Hulsteijn

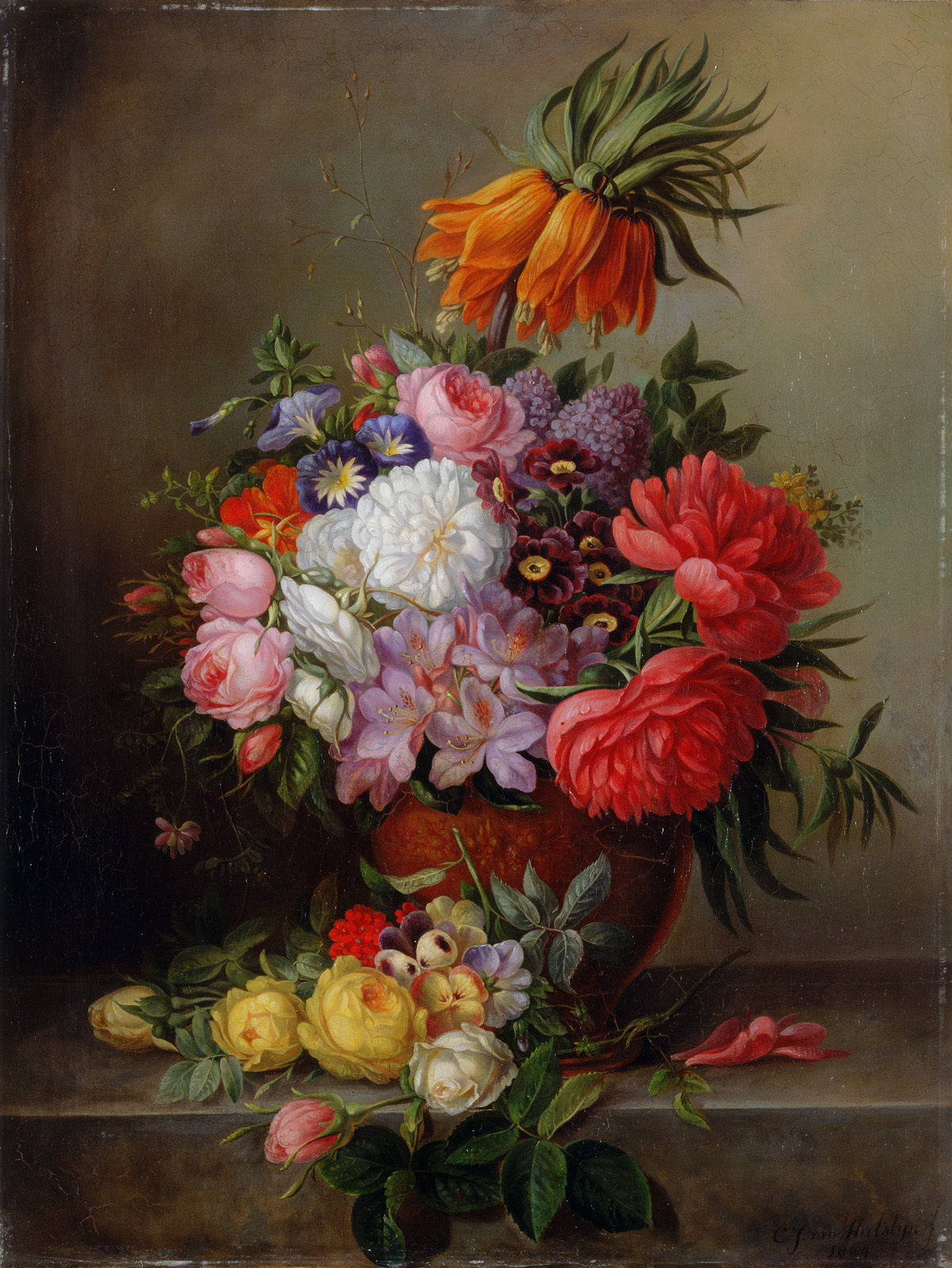
Vase mit Blumen

Cornelis Johannes van Hulsteijn (* 19. August 1811 in Jutphaas (heute Nieuwegein); † 3. Februar 1887 in Celje (Slowenien, damals Österreich-Ungarn)) war ein niederländischer Blumenmaler, Aquarellist und Zeichner. Einige Quellen bezeichnen den Geburtstag auf den 10. oder 13. August 1811 und den Todestag auf den 3. Februar 1879.
Hulsteijn erlernte Blumenmalerei in den frühen 1830er Jahren. Er war seit 1835 in Delft, Utrecht und Houten und seit 1848 wieder in Utrecht tätig. Später kam er nach Österreich-Ungarn und ließ sich 1848 in Triest nieder.
Als Kunstsammler kaufte Hulstijn zwischen 1861 und 1863 mindestens zehn Bilder, u. a. von Johannes Bosboom und Charles Henri Joseph Leickert.
Er wurde vom niederländischen Schriftsteller Johannes Immerzeel dem Jüngeren (1776–1841) erwähnt.